# Кайданов, Григорий Зиновьевич
Григорий Зиновьевич Кайданов (11 октября 1959, Бердичев) — американский, ранее советский, шахматист, гроссмейстер (1988). Старший тренер ФИДЕ (2009). Победитель командного чемпионата мира в составе сборной США (1993).

## Биография
Григорий Кайданов родился 11 октября 1959 года в городе Бердичеве. В следующем году семья переезжает в Калининград. В возрасте 6 лет обучается играть в шахматы у своего отца. Через несколько лет добивается своего первого успеха, побеждая на чемпионате РСФСР до 14 лет. Окончил МИИТ.
В 1991 году вместе со своей женой Валерией переезжает в США. Живёт в Лексингтоне и работает шахматным тренером.
Имеет троих детей: Анастасия (18 апреля, 1983), Борис (16 ноября, 1986), Соня (1 декабря, 1994).

## Шахматная карьера
4-кратный победитель чемпионатов Московской области (1977—1982) и 2-кратный ДСО «Локомотив» (1980, 1983). Участник Всесоюзных турниров среди
молодых мастеров (1984, 1985); лучший результат 1984 — 4-5-е место. Лучшие результаты в международных турнирах: Москва (1986 и 1987) — 4-6-е и 1-е; Тбилиси (1986) — 8-9-е; Балатонберень (1987) — 2-4-е места.
Победитель открытого чемпионата США 1992 года. Разделил 2-8 место в чемпионате США 2003 года. Победитель чемпионата США среди сеньоров 2021 года.
Участник 3-х Кубков мира (2005, 2007 и 2013).
В составе сборной США участник следующий соревнований:
- 6 олимпиад (1996—2006). Выиграл 3 командные медали — 1 серебряную (1998) и 2 бронзовые (1996 и 2006), а также серебряную медаль в индивидуальном зачёте (2004, играл на 4-й доске).
- 3 командных чемпионата мира (1993, 1997 и 2005). Выиграл 2 командные медали — золотую (1993) и серебряную (1997), а также 2 медали в индивидуальном зачёте — золотую (1997, играл на запасной доске) и бронзовую (1993, играл на 4-й доске).

## Изменения рейтинга
| Графики недоступны из-за технических проблем. См. информацию на Фабрикаторе и на mediawiki.org. |